# Grandpré (Ardennes)
Grandpré község Franciaországban, Ardennes megyében. Lakosainak száma 400 fő (2018. január 1.). Grandpré Beffu-et-le-Morthomme, Briquenay, Champigneulle, Chevières, Longwé, Senuc és Termes községekkel határos.
Mint új község 2016. január 1-jén jött létre, amikor a régi Grandpré egyesült Termes korábbi községgel.

## Népesség
A település népességének változása:
| Lakosok száma | 542  | 521  | 497  | 518  | 476  | 453  | 447  | 439  | 410  | 400  |
|               | 1968 | 1975 | 1990 | 1999 | 2006 | 2011 | 2013 | 2015 | 2017 | 2018 |